# Baiso (Fundong)
Ne doit pas être confondu avec Baiso.
Baiso (ou Baisso, étymologiquement Ebolisso, Ebuisso) est l'un des 35 villages de l'arrondissement (commune) de Fundong précisément au sud-ouest de celle-ci. Situé dans le département du Boyo et la Région du Nord-Ouest du Cameroun, un pays d'Afrique centrale.

## Population
Lors du recensement de 2005, Baiso comptait 309 habitants.
Une étude locale de 2012 évalue la population à 850 personnes dont 550 femmes et 300 hommes.

## Langue et culture
Avec Bu et Mbengkas, c'est l'une des rares localités où l'on parle le laimbwe, une langue bantoïde des Grassfields du groupe Ring. Pour Henry Kam Kah, de l'université de Buea, Baisso constitue le village de référence quant aux us et coutumes du peuple Laimbwe.

## Environnement
Baiso se retrouve parmi les villages protégés dans une zone forestière nommé Ijim, les autorités de la commune de Fundong y portent un œil particulier car le village abrite une forêt sacrée.

## Éducation
Ce village dispose d'une école primaire publique qui permet aux enfants de bénéficier d'une éducation de base. Cependant, certaines infrastructures scolaire ont besoin de réhabilitation. En 2012 il n'y avait pas d'établissement d'enseignement secondaire dans la localité.